# Coupe Mitropa 1933
Navigation
Édition précédente Édition suivante
La Coupe Mitropa 1933 est la septième édition de la Coupe Mitropa. Elle est disputée par huit clubs provenant de quatre pays européens.
La compétition est remportée par l'Austria de Vienne, qui bat en finale l'AS Ambrosiana Inter, quatre buts à trois.

## Compétition
Les matchs des quarts, des demies et la finale sont en format aller-retour. 

### Quarts-de-finale
| Équipe 1      | Résultat | Équipe 2       | Aller | Retour |
| ------------- | -------- | -------------- | ----- | ------ |
| Újpest FC     | 4-10     | Juventus       | 2-4   | 2-6    |
| Slavia Prague | 3-4      | Austria Vienne | 3-1   | 0-3    |
| Hungária FC   | 3-5      | Sparta Prague  | 2-3   | 1-2    |
| First Vienna  | 1-4      | AS Ambrosiana  | 1-0   | 0-4    |

### Demi-finales
| Équipe 1       | Résultat | Équipe 2      | Aller | Retour |
| -------------- | -------- | ------------- | ----- | ------ |
| AS Ambrosiana  | 6-3      | Sparta Prague | 4-1   | 2-2    |
| Austria Vienne | 4-1      | Juventus      | 3-0   | 1-1    |

### Finale
La finale se déroule sur deux matchs : le 3 septembre 1933 et le 8 septembre 1933.
| Équipe 1      | Résultat | Équipe 2       | Aller | Retour |
| ------------- | -------- | -------------- | ----- | ------ |
| AS Ambrosiana | 3-4      | Austria Vienne | 2-1   | 1-3    |

| Entraîneur : |
| Árpád Weisz  |

| Entraîneur : |
| Josef Blum   |

| Entraîneur : |
| Árpád Weisz  |

| Entraîneur : |
| Josef Blum   |

| Entraîneur : |
| Josef Blum   |

| Entraîneur : |
| Árpád Weisz  |

| Entraîneur : |
| Josef Blum   |

| Entraîneur : |
| Árpád Weisz  |